# غول (تصميم)

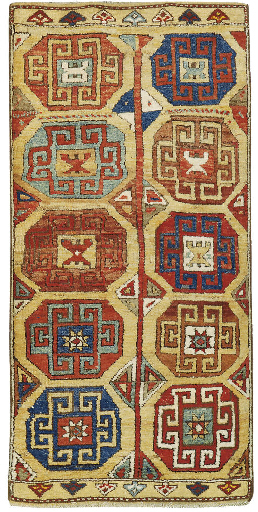
سجاد قونية التركية في القرن 18 مع وجود تصميم الغول.

غول (بالتركية:gül. بالفارسية:gol)هو تصميم أساسي يشبه الميدالية ويعتبر نموذج للسجاد التقليدي المنسوج يدويًا في وسط وغرب آسيا. في النسج التركمانية غالبًا ما تتكرر هذه التصاميم كي تشكل نمطاً معيناً في الحقل الرئيسي للسجاد.

## التصميم

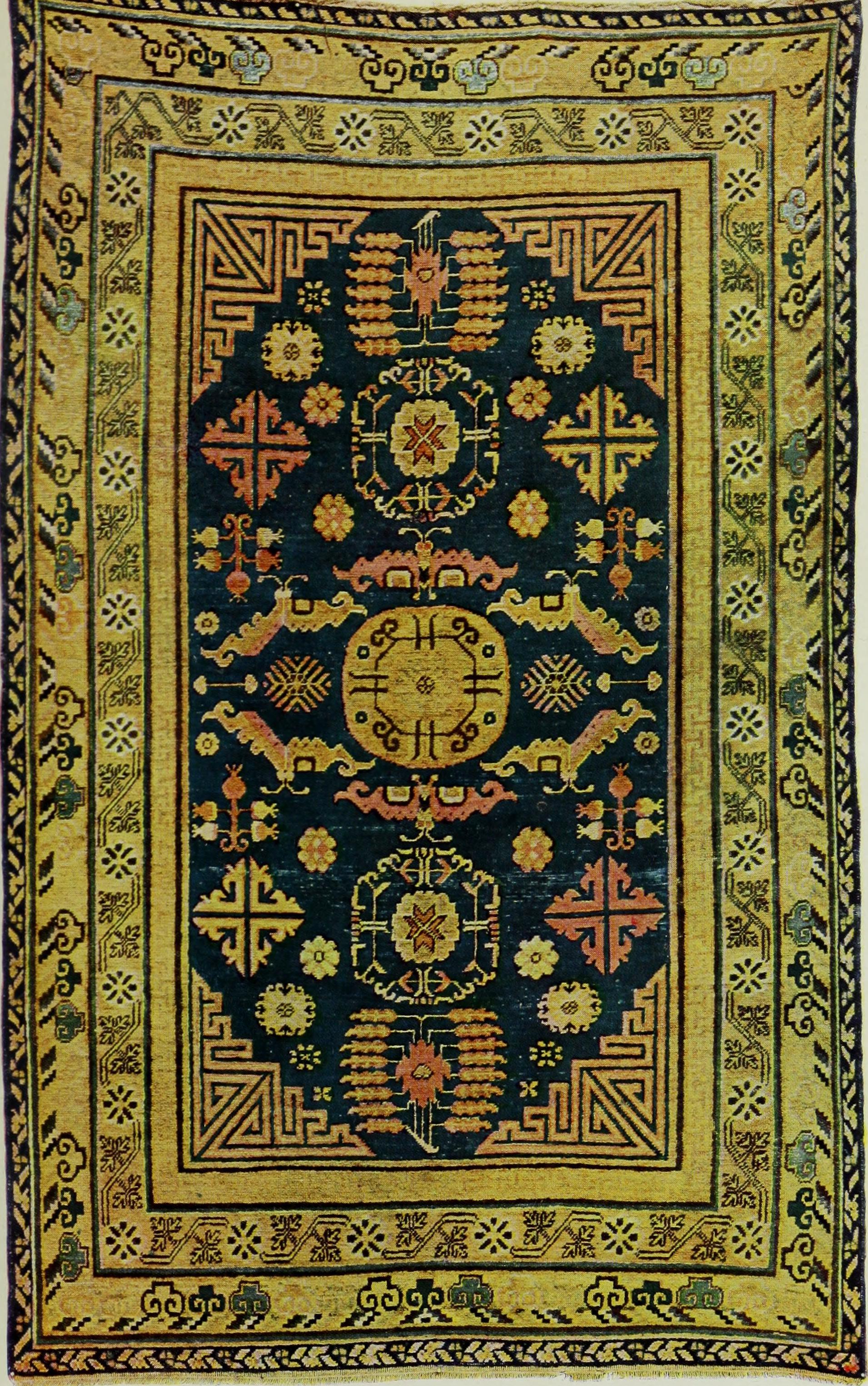
سجادة تركمانيةمع وجود 3 ميداليات غول في المركز

الغول عبارة عن ميداليات، غالبًا ما تكون ذات شكل ثماني، وغالبًا ما تكون زاويّة ذات رسم ثماني منتظم، ويمكن تقريبها إلى حد ما ضمن قيود وحدود نسج السجاد، وقد يأتي بعضها على شكل معينات. عادة ما تكون الأشكال لديها ذات تناظر دوراني مزدوج أو تناظر مرآة منعكسة (غالبًا يسار-يسار / يمين-أعلى / أسفل-أسفل).
تاريخياً، وصف الغرب الغول على أنها زخارف ذات شكل قدم الفيل. بينما اعتقدت تخمينات غربية أخرى أن الغول كان رسمًا لخيمة تركمانية مستديرة، مع وجود خطوط بين الخيام التي تمثل قنوات الري. وذكر آخرون أن الشعار يمثل الطيور طوطمية. في النهاية، ليس لأي من هذه الأوصاف أي أساس في أصل نسج التقاليد أو الثقافة.

## أصل الكلمة
يستخدم المصطلح غول أو gul أو gol أو göl أو gül على نطاق واسع في جميع أنحاء وسط وغرب آسيا، وبين أخصائيي السجاد في الغرب. قد يكون أصل الكلمة مشتقة من كلمة gol الفارسية، والتي تعني زهرة أو وردة، أو من الكلمة التركية gül التي تعني بالمثل وردة أو دائرية.

## الاستعمال
في النساجات التركمانية، مثل الحقائب والسجاد، تتكرر تشكيلات الغول في الغالب لتشكيل النمط الأساسي في الحقل الرئيسي للسجاد (باستثناء الحدود).
عادة ما كانت القبائل التركمانية المختلفة مثل تيكي وسالور وإرساري ويوموت تنسج مجموعة متنوعة من تشكيلات الغول وبعض التصميمات القديمة، ولكن غالبًا ما كان يتم استخدام تصميمات الغول من قبل أكثر من قبيلة ومن غير التركمان أيضاً.
استخدم المؤلفون الغربيون مقارنة مصطلح كلمة غول مابين القبائل، والتي تستنسخ على السجاد التقليدي، في دراسة التولد العرقي للشعوب الآسيوية.

## في الثقافة الغربية
صور الفنانون الغربيون، بما فيهم الفنان الألماني هانس ميملنغ، السجاد الشرقي ذات الطبع الأناضولي التركي بالغول في العديد من لوحاته، إلى الحد الذي سميت هذه اللوحات باسم «سجاد ميملنغ». تحتوي زخاريف الغول غالبًا على زخارف ذات شكل نجمي أو تنين معقوف كما هو موجود على سجاد قونية التركية في القرن الخامس عشر. يسمى السجاد الذي يحتوي على زخاريف معقوفة بسجاد ميملينغ. لدى الفنانين لورينزو لوتو وهانس هولباين الابن، اللذين رسما السجاد الأناضولي، أصناف وتصاميم أخرى سميت بأسمائهم.

## انظر أيضاً

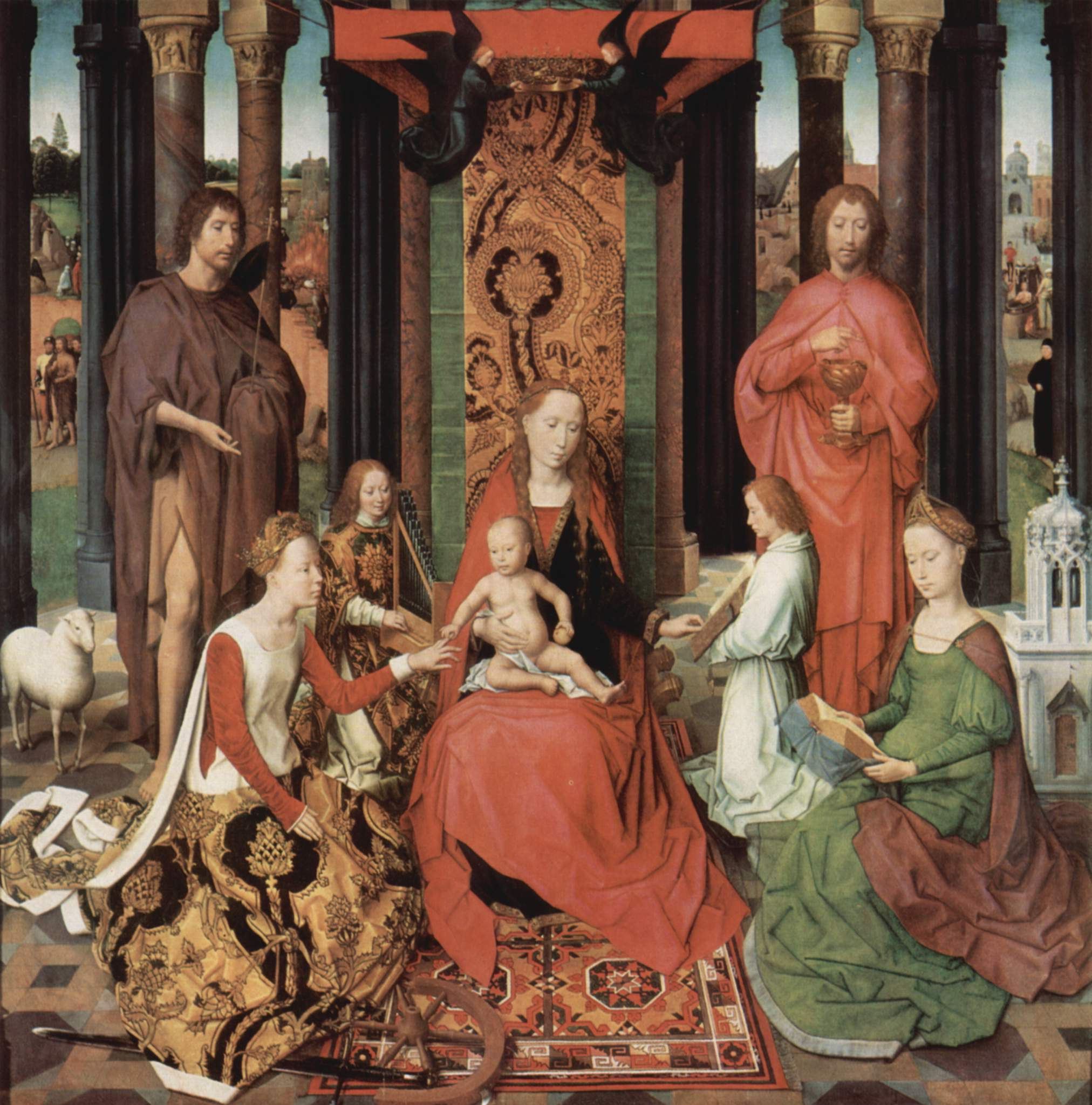
لوح ثلاثي من تأليف هانس ميملينج، 1479، مع وجود سجادة مزخرفة بالغول عند أقدام العذراء.